# Hannah Montana
Hannah Montana és una sèrie original de Disney Channel i nominada tres vegades als Emmy, que es va estrenar el 24 de març de 2006 als Estats Units. Encara avui és un referent de les sèries jovenívoles. La protagonista és interpretada per l'actriu Miley Ray Cyrus.És una de les sèries més vistes del canal, competint amb That's So Raven. La banda sonora va ser una de les més venudes l'any 2006. La diferència de Hannah Montana amb altres sèries de Disney Channel, és que s'allunya totalment de l'humor tradicional del canal, que tendeix a fer servir l'humor físic i psicològic.
La sèrie ha estat produïda per It's a Laugh Productions, Inc. en associació amb Disney, i és filmada a Tribune Studios a Hollywood (per a la primera temporada i segona temporada) i a Sunset Bronson Studios igualment a Hollywood (a partir de la tercera temporada). La sèrie va trencar rècords d'audiència per a Disney Channel: 5 milions de televidents en la data d'estrena.
El 10 d'abril de 2009 als Estats Units i elCanadà, es va estrenar l'adaptació cinematogràfica de la sèrie, amb el nom: «Hannah Montana: The Movie», on Miley Cyrus ha de prendre la decisió més important de la seva vida, revelar al món que ella és Hannah o deixar de ser-ho. La sèrie ha estat renovada per a la quarta i última temporada que va ser estrenada l'11 de juliol de 2010 als Estats Units.

## Producció

### Concepció
Michael Poryes, que s'acredita com cocreador, també cocreador de l'exitosa sèrie de Disney Channel That's So Raven. El xou és produït per It's a Laugh Productions i Michael Poryes Productions en associació amb Disney Channel. Es va filmar a Sunset Bronson Studios a Hollywood, Califòrnia.
La idea original per aquest espectacle es va basar en l'episodi de That's Sota Raven "Hollywood Goin 'On", que va servir com a pilot per a un Sitcom anomenat temptativament Better Days a l'estrella Alyson Stoner, en el qual una estrella infantil d'un popular programa de televisió del mateix nom va a provar sort en anar a una escola normal. L'episodi "New Kid in School" és la premissa bàsica de l'episodi parlat anteriorment. La finalista d'American Juniors Jordània McCoy, la futura actriu de l'exitosa sèrie Gossip Girl, Taylor Momsen i la cantant pop i R & B JoJo (qui va rebutjar el paper) es van considerar per al paper de Zoe Stewart. Miley Cyrus seleccionada originalment per al paper de la millor amiga Lilly Romero, qui després es va canviar a Lilly Truscott, va pensar que seria millor per al personatge principal, per la qual cosa va intentar per Chloe Stewart / Hannah Montana. Chloe Stewart va ser canviat a Miley Stewart, quan Cyrus va obtenir el paper. Els noms de Hannah Montana s'han canviat unes quantes vegades. Tres dels noms anteriors van ser Anna Cabana, Samantha York, Alexis Texas.
El desembre de 2006, Disney anuncià el llançament de productes de Hannah Montana, com ara roba, joieria i nines en determinades botigues. Play Along Toys llançà nombroses nines de Hannah Montana com nines de moda, nines cantants i nines de Miley Stewart a més d'altres objectes, l'agost de 2007. Hannah Montana tenia planejada almenys una temporada més amb Disney Channel. La filmació de la segona temporada es va iniciar el desembre del 2006, amb l'estrena als Estats Units l'abril de l'any següent. El 9 d'abril de 2008 es va anunciar que Hannah Montana tornaria amb una tercera temporada el 2008, la qual ja es va estrenar, i que juntament amb la pel·lícula portaven noves cançons i acudits, els quals han reeixit molt. Disney Channel va decidir fer la quarta temporada el 2010, que previsiblement serà l'última, acabant amb un especial d'una hora.
Segons el Daily Dispatch, la sèrie de televisió va celebrar una audiència global de 200 milions d'espectadors el 2008. «Si els espectadors de Miley fossin un país, seria el cinquè amb major població en el món, per davant de Brasil». El febrer de 2008, la franquícia Hannah Montana havia arribat a ser tan important que Disney va convocar a una reunió per a debatre el futur de Hannah Montana. Tots els segments de negoci de Disney van estar representats en la reunió.

### Seqüència d'obertura
El tema musical de Hannah Montana és "The Best Of Both Worlds", escrit per Matthew Gerrard i Robbie Nevil, produït per Gerrard i realitzada per Miley Cyrus (com Hannah Montana). John Carta, que també va compondre els senyals de música per indicar els canvis d'escenes i els talls comercials de la primera temporada, va compondre la música de la cançó. La lletra de la cançó (The Best Of Both Worlds) descriu la premissa bàsica de la sèrie.
La versió completa de la cançó, que dura 2 minuts i 54 segons, es va incloure al Soundtrack de la sèrie, llançat l'octubre del 2006. Per a la versió de TV del tema, que dura només 50 segons, només van ser utilitzades les 2 primeres i les 2 últimes estrofes. "Just Like You" i "The Other Side Of Me" van ser aprovades originalment per al tema d'obertura, abans que "The Best Of Both Worlds" fos escollida com el tema.

## Repartiment

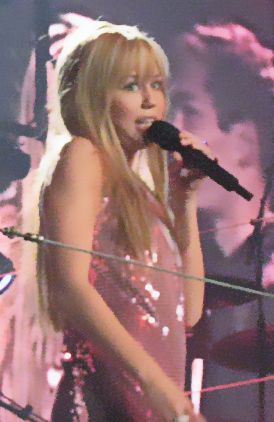
Miley Cyrus fent de Hannah Montana.

### Actors principals
- Miley Cyrus en el paper de Miley Stewart/Hannah Montana
- Emily Osment en el paper de Lilly Truscott/Lola Luftnagle
- Mitchel Musso en el paper d'Oliver Oken/Mike Standley III
- Jason Earles en el paper de Jackson Stewart
- Billy Ray Cyrus en el paper de Robby Stewart
- Moisés Arias en el paper de Rico
- Isabella Acres, noia

## Videojocs
- Hannah Montana: Spotlight World Tour
- Hannah Montana: Music Jam
- Hannah Montana: Pop Star Exclusive
- Hannah Montana DS
- Dance Dance Revolution Disney Channel Edition
- Disney Sing It
- Hannah Montana: The Movie